# Mistrzostwa Świata w Tenisie Stołowym 2013
52. Mistrzostwa świata w tenisie stołowym 2013 odbyły się w dniach 13-20 maja 2013 w hali Bercy w Paryżu (Francja).

## Skład i osiągnięcia reprezentacji Polski

### kobiety[1]
- Katarzyna Grzybowska (MKSTS DWSPiT Polkowice) – gra pojedyncza (1. runda), gra podwójna (3. runda), gra mieszana (3. runda)
- Antonina Szymańska (GLKS Wanzl Scania Nadarzyn) – gra pojedyncza (1. runda), gra podwójna (1. runda)
- Natalia Partyka (SKTS Sochaczew) – gra pojedyncza (2. runda), gra podwójna (3. runda), gra mieszana (2. runda)
- Monika Pietkiewicz (Polmlek Zamer Lidzbark Warmiński) – gra pojedyncza (1. runda), gra podwójna (1. runda), gra mieszana (2. runda)

### mężczyźni
- Daniel Górak (Dartom Bogoria Grodzisk Maz.) – gra pojedyncza (1. runda), gra podwójna (1. runda), gra mieszana (2. runda)
- Robert Floras (Dartom Bogoria Grodzisk Maz.) – gra pojedyncza (1. runda), gra podwójna (1. runda), gra mieszana (2. runda)
- Paweł Fertikowski (Dartom Bogoria Grodzisk Maz.) – gra pojedyncza (elim.), gra podwójna  (1. runda), gra mieszana (3. runda)
- Wang Zengyi (PKS KOLPING FRAC Jarosław) – gra pojedyncza (2. runda), gra podwójna (1. runda)

## Końcowa klasyfikacja medalowa
| Miejsce | Kraj             | Złoto | Srebro | Brąz | Razem |
| 1.      | Chiny            | 3     | 4      | 7    | 14    |
| 2.      | Chińskie Tajpej  | 1     | 0      | 0    | 1     |
| 2.      | Korea Północna   | 1     | 0      | 0    | 1     |
| 4.      | Korea Południowa | 0     | 1      | 0    | 1     |
| 5.      | Hongkong         | 0     | 0      | 1    | 1     |
| 5.      | Japonia          | 0     | 0      | 1    | 1     |
| 5.      | Singapur         | 0     | 0      | 1    | 1     |

## Medaliści
| Konkurencja:            | Złoto:                         | Srebro:                     | Brąz:                                           |
| gra pojedyncza kobiet   | Li Xiaoxia                     | Liu Shiwen                  | Ding Ning Zhu Yuling                            |
| gra pojedyncza mężczyzn | Zhang Jike                     | Wang Hao                    | Xu Xin Ma Long                                  |
| gra podwójna kobiet     | Guo Yue Li Xiaoxia             | Ding Ning Liu Shiwen        | Feng Tianwei Yu Mengyu Chen Meng Zhu Yuling     |
| gra podwójna mężczyzn   | Chen Chien-an Chuang Chih-yuan | Hao Shuai Ma Lin            | Seiya Kishikawa Jun Mizutani Wang Liqin Zhou Yu |
| gra mieszana            | Kim Hyok-bong Kim Jong         | Lee Sang-su Park Young-sook | Cheung Yuk Jiang Huajun Wang Liqin Rao Jingwen  |